# Bundesverband Produktion
Der Bundesverband Produktion Film und Fernsehen e.V. (kurz Bundesverband Produktion oder BvP) ist eine berufsständische Interessenvertretung mit Sitz in Berlin.
Der Verband wurde 1990 unter dem Namen Bundesverband Produktion e.V. als Verein in München gegründet und vertrat zunächst die der Berufsgruppe Produktion angehörenden Herstellungsleiter und Produktionsleiter. Später kamen Aufnahmeleiter, Filmgeschäftsführer, Postproduction Manager und Produktionssekretäre dazu. Seit dem Jahr 2005 öffnete sich der Verband allmählich auch für Regieassistenten, Script/Continuity und alle weiteren Produktionsberufe.

## Ziele und Aufgaben
Ziele und Aufgaben sind die Weiterentwicklung von Berufsbildern sowie deren Vermittlung an wirtschaftliche und staatliche Organisationen und Institutionen, der Fachdialog zu Fragen der Arbeits- und Projektorganisation, Budgetierung, Verantwortlichkeiten, Arbeitssicherheit und Gesundheitsschutz, Qualifizierung von Nachwuchs, Weiterbildung von Filmschaffenden, sowie zur sozialen Absicherung der eigenen Berufsgruppe und anderer Berufsgruppen in der Medienproduktion. Der Verband berät seine Mitglieder und vermittelt in berufsspezifischen Fragen und versteht seine Arbeit als notwendige strukturelle Unterstützung der Arbeit seiner Mitglieder in einer Branche, welche überwiegend von nicht-kontinuierlicher Projekttätigkeit geprägt ist, mit deren gravierenden Auswirkungen auf die Entwicklung von Best-Practice-Methoden und Nachhaltigkeit im beruflichen Umfeld der freien audiovisuellen Medienproduktionswirtschaft in Deutschland.
Der Verband geht Partnerschaften mit anderen Organisationen ein, zum Zwecke der Verbesserung von Arbeitsbedingungen, Stärkung der beruflichen Qualifizierung, zur Einflussnahme auf tarifpolitische Zielstellungen sowie strukturelle Weiterentwicklungen im beruflichen sowie gesellschaftlichen Umfeld der Filmschaffenden.
Der BvP war bis ins Jahr 2018 in der Vereinigung der Berufsverbände Film und Fernsehen organisiert, und an deren Aktivitäten beteiligt.
Der BvP ist Mitglied im Medienrat des Deutschen Kulturrat, und Fördermitglied des Bundesverband Green Film & TV Consultants Deutschland (GCD e.V.).
In Branchenverzeichnissen sowie im Vor- oder Abspann von Filmen weist die Abkürzung „BvP“ hinter dem Namen auf deren Mitgliedschaft im Verband hin (z. B. Line Producer: Mark Poz, BvP).